# Jack Grealish
Jack Peter Grealish (Birmingham, 10 settembre 1995) è un calciatore inglese con cittadinanza irlandese, centrocampista o attaccante dell'Everton, in prestito dal Manchester City, e della nazionale inglese.
Il suo passaggio dall'Aston Villa al Manchester City, avvenuto nell'estate del 2021 a fronte di un corrispettivo fisso pari a 100 milioni di sterline (117 milioni di euro), ha segnato un record nella storia della Premier League.
Dopo aver giocato nelle rappresentative giovanili irlandesi, ha deciso di accettare le convocazioni dell'Inghilterra; con la rappresentativa Under 21 ha vinto il Torneo di Tolone nel 2016.

## Biografia
Nato in Inghilterra da genitori di origini irlandesi, quindi in possesso di doppia cittadinanza, nel 2016 ha deciso di rappresentare il suo paese natale.

## Caratteristiche tecniche
È un'ala sinistra dal fisico strutturato che, grazie alla sua duttilità tattica, può agire anche da trequartista o mezzala. È un giocatore tecnico, abile nel dribbling e nei passaggi, che spesso usa per mandare in porta i compagni. Giocatore prevalentemente destro, ha anche una buona padronanza del sinistro, come dimostra il gol segnato nel derby del 2019 tra Aston Villa e Birmingham, che porterà alla vittoria importante per la promozione in Premier League. Giocatore molto talentuoso, venne paragonato a Gascoigne da Joe Cole, suo ex compagno di squadra, in un'intervista rilasciata poco prima del suo trasferimento al Manchester City.

## Carriera

### Club

#### Aston Villa

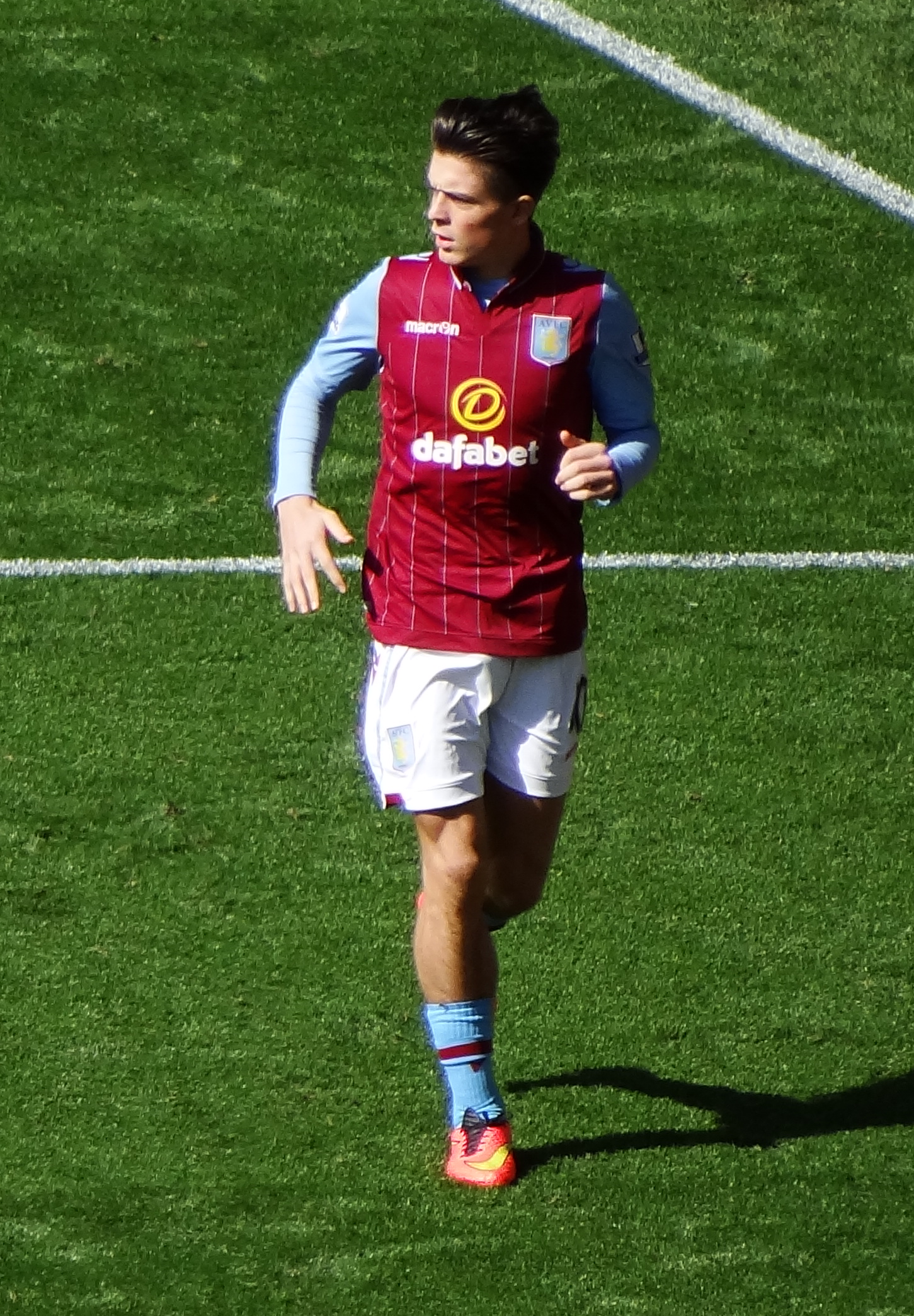
Grealish con la maglia dell' nel 2014.

Cresciuto nel settore giovanile dell'Aston Villa, il 13 settembre 2013 viene mandato in prestito al Notts County, squadra militante in Football League One. Il giorno seguente debutta come professionista nell'incontro di campionato perso contro il MK Dons (3-1). Il 7 dicembre, invece, realizza la sua prima rete in carriera, ai danni del Gillingham (3-1). Il 7 maggio 2014, dopo esser tornato all'Aston Villa, debutta in Premier League nella partita persa contro il Manchester City (4-0). Nella stagione 2014-2015 viene quindi inserito in prima squadra. Il 7 aprile 2015 viene schierato per la prima volta titolare, nel pareggio con il QPR (3-3). Il 30 maggio seguente disputa, sempre da titolare, la finale di FA Cup persa contro l'Arsenal (4-0).
Il 13 settembre 2015 trova la sua prima marcatura di sempre in Premier League, in occasione della sconfitta esterna contro il Leicester City (3-2). Nel novembre dello stesso anno, il calciatore viene messo fuori rosa dal tecnico Rémi Garde, dopo essere stato sorpreso ad una festa in discoteca poche ore dopo una sconfitta dei Villains. A partire dal suo reintegro, datato 8 dicembre 2015, Grealish scende in campo per il resto del campionato solo in occasione di sconfitte dell'Aston Villa, per ben 16 volte, infrangendo così il precedente primato di Sean Thornton con il Sunderland.
A seguito della retrocessione dei Villains in Football League Championship, il 13 agosto 2016 l'inglese fa il suo debutto nella suddetta serie, contribuendo al successo finale sul Rotherham Utd con una rete (3-0). Nel settembre seguente, il calciatore viene multato e sospeso dal club per aver partecipato ad una festa in un hotel di Birmingham, sospesa dalle forza dell'ordine nella prima mattinata. Ciononostante, il percorso di crescita maturato successivamente da Grealish gli vale la conquista della fascia di capitano nel corso della medesima annata. Dopo tre anni trascorsi in Football League Championship, al termine della stagione 2018-2019 l'Aston Villa conquista infine la promozione in Premier League ai play-off stagionali.
Nella stagione 2019-2020, più precisamente nel marzo 2020, Grealish viene punito dal proprio club per aver violato le norme di sicurezza imposte dal governo inglese in risposta allo scoppio della pandemia di COVID-19. Il buon rendimento stagionale gli vale comunque l'ottenimento del premio Aston Villa Player of the Season al termine dell'annata. Il 4 ottobre 2020, nel corso della sua ultima stagione in forza ai Villains, Grealish partecipa attivamente al reboante successo per 7-2 di campionato sul Liverpool, realizzando una doppietta e tre assist, a causa dei quali i Reds maturano la loro più ampia sconfitta negli ultimi 57 anni.

#### Manchester City

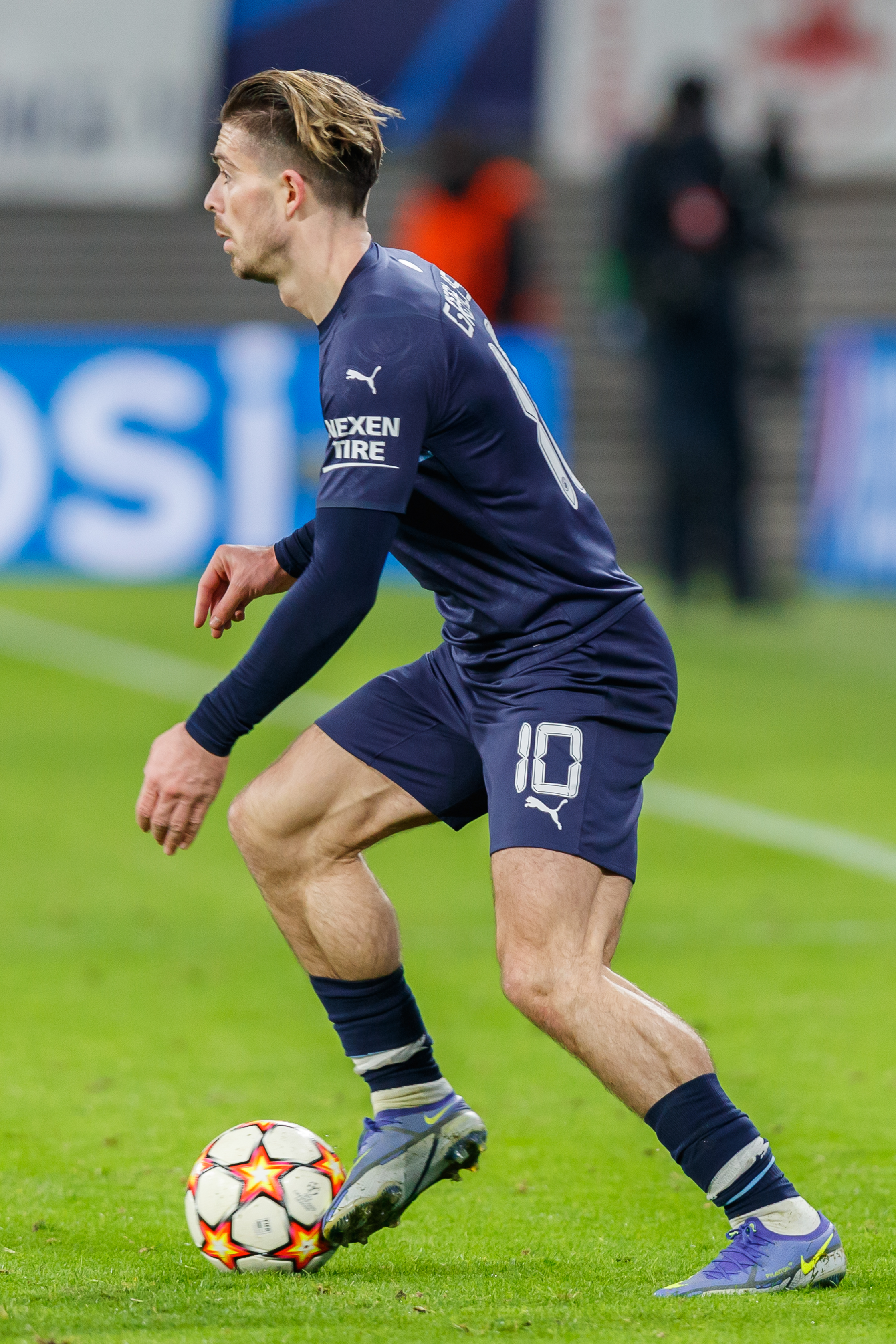
Grealish in azione con la maglia del durante una partita di Champions League nel 2021.

Il 5 agosto 2021 viene ufficializzato il passaggio a titolo definitivo di Grealish al Manchester City, a fronte di un corrispettivo fisso pari a 117 milioni di euro, cifra che lo rende il secondo acquisto più oneroso nella storia del calcio inglese, dopo Enzo Fernandez. Debutta con i Citizens due giorni più tardi, in occasione del match di FA Community Shield perso contro il Leicester City (1-0). Debutta in Premier League il 15 agosto seguente, in occasione della sconfitta esterna contro il Tottenham (1-0). Il 21 agosto mette invece a segno il suo primo centro di sempre con il nuovo club, a danno del Norwich City (5-0). Il 15 settembre 2021 fa il suo debutto in UEFA Champions League, bagnando l'esordio con il suo primo centro internazionale, contribuendo al successo casalingo sul RB Lipsia (6-3).

#### Prestito all'Everton
Il 12 agosto 2025 si trasferisce in prestito oneroso di 15 milioni di euro all'Everton, con diritto di riscatto fissato a 50 milioni.

### Nazionale
Dopo aver giocato nelle giovanili della nazionale irlandese, nel 2016 ha partecipato, vincendo, al Torneo di Tolone del 2016 con l'Under-21 inglese. Nel giugno dell'anno successivo viene convocato all'Europeo di categoria disputato in Polonia, tuttavia senza mai esordire.
Il 31 agosto 2020 riceve la sua prima convocazione in nazionale maggiore. L'8 settembre debutta in occasione del pareggio esterno a reti bianche contro la Danimarca in UEFA Nations League.
Nel 2021 viene inserito nella lista dei partecipanti all'Europeo 2020, servendo gli assist per Raheem Sterling ed Harry Kane nelle vittorie per 1-0 contro la Repubblica Ceca, nella fase a gironi, e per 2-0 contro la Germania negli ottavi di finale. Scende in campo anche nella finale, persa contro l'Italia ai tiri di rigore.
Il 9 ottobre 2021 realizza il suo primo gol con la selezione inglese in occasione del successo per 0-5 contro Andorra.

## Statistiche

### Presenze e reti nei club
Statistiche aggiornate al 12 agosto 2025.
| Stagione               | Squadra                | Campionato             | Campionato | Campionato | Coppe nazionali | Coppe nazionali | Coppe nazionali | Coppe continentali | Coppe continentali | Coppe continentali | Altre coppe | Altre coppe | Altre coppe | Totale | Totale |
| Stagione               | Squadra                | Comp                   | Pres       | Reti       | Comp            | Pres            | Reti            | Comp               | Pres               | Reti               | Comp        | Pres        | Reti        | Pres   | Reti   |
| ---------------------- | ---------------------- | ---------------------- | ---------- | ---------- | --------------- | --------------- | --------------- | ------------------ | ------------------ | ------------------ | ----------- | ----------- | ----------- | ------ | ------ |
| 2013-mag. 2014         | Notts County           | FL1                    | 37         | 5          | FACup+CdL       | 1+0             | 0               | -                  | -                  | -                  | FLT         | 1           | 0           | 39     | 5      |
| mag. 2014              | Aston Villa            | PL                     | 1          | 0          | FACup+CdL       | 0+0             | 0               | -                  | -                  | -                  | -           | -           | -           | 1      | 0      |
| 2014-2015              | Aston Villa            | PL                     | 17         | 0          | FACup+CdL       | 6+1             | 0               | -                  | -                  | -                  | -           | -           | -           | 24     | 0      |
| 2015-2016              | Aston Villa            | PL                     | 16         | 1          | FACup+CdL       | 2+3             | 0               | -                  | -                  | -                  | -           | -           | -           | 21     | 1      |
| 2016-2017              | Aston Villa            | FLC                    | 31         | 5          | FACup+CdL       | 1+1             | 0               | -                  | -                  | -                  | -           | -           | -           | 33     | 5      |
| 2017-2018              | Aston Villa            | FLC                    | 27+3       | 3+0        | FACup+CdL       | 1+0             | 0               | -                  | -                  | -                  | -           | -           | -           | 31     | 3      |
| 2018-2019              | Aston Villa            | FLC                    | 31+3       | 6+0        | FACup+CdL       | 1+0             | 0               | -                  | -                  | -                  | -           | -           | -           | 35     | 6      |
| 2019-2020              | Aston Villa            | PL                     | 36         | 8          | FACup+CdL       | 0+5             | 0+2             | -                  | -                  | -                  | -           | -           | -           | 41     | 10     |
| 2020-2021              | Aston Villa            | PL                     | 26         | 6          | FACup+CdL       | 0+1             | 0+1             | -                  | -                  | -                  | -           | -           | -           | 27     | 7      |
| Totale Aston Villa     | Totale Aston Villa     | Totale Aston Villa     | 185+6      | 29+0       |                 | 22              | 3               |                    | -                  | -                  |             | -           | -           | 213    | 32     |
| 2021-2022              | Manchester City        | PL                     | 26         | 3          | FACup+CdL       | 4+1             | 2+0             | UCL                | 7                  | 1                  | CS          | 1           | 0           | 39     | 6      |
| 2022-2023              | Manchester City        | PL                     | 28         | 5          | FACup+CdL       | 5+3             | 0               | UCL                | 13                 | 0                  | CS          | 1           | 0           | 50     | 5      |
| 2023-2024              | Manchester City        | PL                     | 20         | 3          | FACup+CdL       | 3+1             | 0               | UCL                | 8                  | 0                  | CS+SU+Cmc   | 1+1+2       | 0           | 36     | 3      |
| 2024-2025              | Manchester City        | PL                     | 20         | 1          | FACup+CdL       | 5+1             | 1+0             | UCL                | 6                  | 1                  | CS+Cmc      | 0+0         | 0           | 32     | 3      |
| Totale Manchester City | Totale Manchester City | Totale Manchester City | 94         | 12         |                 | 23              | 3               |                    | 34                 | 2                  |             | 6           | 0           | 157    | 17     |
| 2025-2026              | Everton                | PL                     | -          | -          | FACup+CdL       | -               | -               | -                  | -                  | -                  | -           | -           | -           | -      | -      |
| Totale carriera        | Totale carriera        | Totale carriera        | 322        | 46         |                 | 46              | 6               |                    | 34                 | 2                  |             | 7           | 0           | 409    | 54     |

### Cronologia presenze e reti in nazionale
| Cronologia completa delle presenze e delle reti in nazionale ― Inghilterra | Cronologia completa delle presenze e delle reti in nazionale ― Inghilterra | Cronologia completa delle presenze e delle reti in nazionale ― Inghilterra | Cronologia completa delle presenze e delle reti in nazionale ― Inghilterra | Cronologia completa delle presenze e delle reti in nazionale ― Inghilterra | Cronologia completa delle presenze e delle reti in nazionale ― Inghilterra | Cronologia completa delle presenze e delle reti in nazionale ― Inghilterra | Cronologia completa delle presenze e delle reti in nazionale ― Inghilterra |
| Data                                                                       | Città                                                                      | In casa                                                                    | Risultato                                                                  | Ospiti                                                                     | Competizione                                                               | Reti                                                                       | Note                                                                       |
| -------------------------------------------------------------------------- | -------------------------------------------------------------------------- | -------------------------------------------------------------------------- | -------------------------------------------------------------------------- | -------------------------------------------------------------------------- | -------------------------------------------------------------------------- | -------------------------------------------------------------------------- | -------------------------------------------------------------------------- |
| 8-9-2020                                                                   | Copenaghen                                                                 | Danimarca                                                                  | 0 – 0                                                                      | Inghilterra                                                                | UEFA Nations League 2020-2021 - 1º turno                                   | -                                                                          | 76’                                                                        |
| 8-10-2020                                                                  | Londra                                                                     | Inghilterra                                                                | 3 – 0                                                                      | Galles                                                                     | Amichevole                                                                 | -                                                                          | 75’                                                                        |
| 12-11-2020                                                                 | Londra                                                                     | Inghilterra                                                                | 3 – 0                                                                      | Irlanda                                                                    | Amichevole                                                                 | -                                                                          | 62’                                                                        |
| 15-11-2020                                                                 | Lovanio                                                                    | Belgio                                                                     | 2 – 0                                                                      | Inghilterra                                                                | UEFA Nations League 2020-2021 - 1º turno                                   | -                                                                          |                                                                            |
| 18-11-2020                                                                 | Londra                                                                     | Inghilterra                                                                | 4 – 0                                                                      | Islanda                                                                    | UEFA Nations League 2020-2021 - 1º turno                                   | -                                                                          |                                                                            |
| 2-6-2021                                                                   | Middlesbrough                                                              | Inghilterra                                                                | 1 – 0                                                                      | Austria                                                                    | Amichevole                                                                 | -                                                                          | 71’                                                                        |
| 6-6-2021                                                                   | Middlesbrough                                                              | Inghilterra                                                                | 1 – 0                                                                      | Romania                                                                    | Amichevole                                                                 | -                                                                          |                                                                            |
| 18-6-2021                                                                  | Londra                                                                     | Inghilterra                                                                | 0 – 0                                                                      | Scozia                                                                     | Euro 2020 - 1º turno                                                       | -                                                                          | 63’                                                                        |
| 22-6-2021                                                                  | Londra                                                                     | Rep. Ceca                                                                  | 0 – 1                                                                      | Inghilterra                                                                | Euro 2020 - 1º turno                                                       | -                                                                          | 68’                                                                        |
| 29-6-2021                                                                  | Londra                                                                     | Inghilterra                                                                | 2 – 0                                                                      | Germania                                                                   | Euro 2020 - Ottavi di finale                                               | -                                                                          | 63’                                                                        |
| 7-7-2021                                                                   | Londra                                                                     | Inghilterra                                                                | 2 – 1 dts                                                                  | Danimarca                                                                  | Euro 2020 - Semifinale                                                     | -                                                                          | 69’ 106’                                                                   |
| 11-7-2021                                                                  | Londra                                                                     | Italia                                                                     | 1 – 1 dts (3 – 2 dtr)                                                      | Inghilterra                                                                | Euro 2020 - Finale                                                         | -                                                                          | 99’                                                                        |
| 2-9-2021                                                                   | Budapest                                                                   | Ungheria                                                                   | 0 – 4                                                                      | Inghilterra                                                                | Qual. Mondiali 2022                                                        | -                                                                          | 88’                                                                        |
| 5-9-2021                                                                   | Londra                                                                     | Inghilterra                                                                | 4 – 0                                                                      | Andorra                                                                    | Qual. Mondiali 2022                                                        | -                                                                          | 62’                                                                        |
| 8-9-2021                                                                   | Varsavia                                                                   | Polonia                                                                    | 1 – 1                                                                      | Inghilterra                                                                | Qual. Mondiali 2022                                                        | -                                                                          |                                                                            |
| 9-10-2021                                                                  | Andorra la Vella                                                           | Andorra                                                                    | 0 – 5                                                                      | Inghilterra                                                                | Qual. Mondiali 2022                                                        | 1                                                                          | 73’                                                                        |
| 12-10-2021                                                                 | Londra                                                                     | Inghilterra                                                                | 1 – 1                                                                      | Ungheria                                                                   | Qual. Mondiali 2022                                                        | -                                                                          | 62’                                                                        |
| 12-11-2021                                                                 | Londra                                                                     | Inghilterra                                                                | 5 – 0                                                                      | Albania                                                                    | Qual. Mondiali 2022                                                        | -                                                                          | 63’                                                                        |
| 26-3-2022                                                                  | Londra                                                                     | Inghilterra                                                                | 2 – 1                                                                      | Svizzera                                                                   | Amichevole                                                                 | -                                                                          | 62’                                                                        |
| 29-3-2022                                                                  | Londra                                                                     | Inghilterra                                                                | 3 – 0                                                                      | Costa d'Avorio                                                             | Amichevole                                                                 | -                                                                          | 62’                                                                        |
| 4-6-2022                                                                   | Budapest                                                                   | Ungheria                                                                   | 1 – 0                                                                      | Inghilterra                                                                | UEFA Nations League 2022-2023 - 1º turno                                   | -                                                                          | 62’                                                                        |
| 7-6-2022                                                                   | Monaco di Baviera                                                          | Germania                                                                   | 1 – 1                                                                      | Inghilterra                                                                | UEFA Nations League 2022-2023 - 1º turno                                   | -                                                                          | 72’                                                                        |
| 11-6-2022                                                                  | Wolverhampton                                                              | Inghilterra                                                                | 0 – 0                                                                      | Italia                                                                     | UEFA Nations League 2022-2023 - 1º turno                                   | -                                                                          | 29’                                                                        |
| 23-9-2022                                                                  | Milano                                                                     | Italia                                                                     | 1 – 0                                                                      | Inghilterra                                                                | UEFA Nations League 2022-2023 - 1º turno                                   | -                                                                          | 72’ 90+3’                                                                  |
| 21-11-2022                                                                 | Al Rayyan                                                                  | Inghilterra                                                                | 6 – 2                                                                      | Iran                                                                       | Mondiali 2022 - 1º turno                                                   | 1                                                                          | 70’                                                                        |
| 25-11-2022                                                                 | Al Khawr                                                                   | Inghilterra                                                                | 0 – 0                                                                      | Stati Uniti                                                                | Mondiali 2022 - 1º turno                                                   | -                                                                          | 69’                                                                        |
| 29-11-2022                                                                 | Al Rayyan                                                                  | Galles                                                                     | 0 – 3                                                                      | Inghilterra                                                                | Mondiali 2022 - 1º turno                                                   | -                                                                          | 76’                                                                        |
| 4-12-2022                                                                  | Al Khor                                                                    | Inghilterra                                                                | 3 – 0                                                                      | Senegal                                                                    | Mondiali 2022 - Ottavi di finale                                           | -                                                                          | 65’                                                                        |
| 10-12-2022                                                                 | Al Khor                                                                    | Inghilterra                                                                | 1 – 2                                                                      | Francia                                                                    | Mondiali 2022 - Quarti di finale                                           | -                                                                          | 90+8’                                                                      |
| 23-3-2023                                                                  | Napoli                                                                     | Italia                                                                     | 1 – 2                                                                      | Inghilterra                                                                | Qual. Euro 2024                                                            | -                                                                          | 53’ 69’                                                                    |
| 26-3-2023                                                                  | Londra                                                                     | Inghilterra                                                                | 2 – 0                                                                      | Ucraina                                                                    | Qual. Euro 2024                                                            | -                                                                          | 85’                                                                        |
| 19-6-2023                                                                  | Manchester                                                                 | Inghilterra                                                                | 7 – 0                                                                      | Macedonia del Nord                                                         | Qual. Euro 2024                                                            | -                                                                          | 58’                                                                        |
| 13-10-2023                                                                 | Londra                                                                     | Inghilterra                                                                | 1 – 0                                                                      | Australia                                                                  | Amichevole                                                                 | -                                                                          | 61’                                                                        |
| 17-10-2023                                                                 | Londra                                                                     | Inghilterra                                                                | 3 – 1                                                                      | Italia                                                                     | Qual. Euro 2024                                                            | -                                                                          | 85’                                                                        |
| 20-11-2023                                                                 | Skopje                                                                     | Macedonia del Nord                                                         | 1 – 1                                                                      | Inghilterra                                                                | Qual. Euro 2024                                                            | -                                                                          | 84’                                                                        |
| 3-6-2024                                                                   | Newcastle upon Tyne                                                        | Inghilterra                                                                | 3 – 0                                                                      | Bosnia ed Erzegovina                                                       | Amichevole                                                                 | -                                                                          | 61’                                                                        |
| 7-9-2024                                                                   | Dublino                                                                    | Irlanda                                                                    | 0 – 2                                                                      | Inghilterra                                                                | UEFA Nations League 2024-2025 - 1º turno                                   | 1                                                                          | 76’                                                                        |
| 10-9-2024                                                                  | Londra                                                                     | Inghilterra                                                                | 2 – 0                                                                      | Finlandia                                                                  | UEFA Nations League 2024-2025 - 1º turno                                   | -                                                                          |                                                                            |
| 13-10-2024                                                                 | Helsinki                                                                   | Finlandia                                                                  | 1 – 3                                                                      | Inghilterra                                                                | UEFA Nations League 2024-2025 - 1º turno                                   | 1                                                                          |                                                                            |
| Totale                                                                     |                                                                            | Presenze                                                                   | 39                                                                         |                                                                            | Reti                                                                       | 4                                                                          |                                                                            |

## Palmarès

### Club

#### Competizioni giovanili
- NextGen Series: 1

Aston Villa: 2012-2013

#### Competizioni nazionali
- Campionato inglese: 3

Manchester City: 2021-2022, 2022-2023, 2023-2024
- Coppa d'Inghilterra: 1

Manchester City: 2022-2023
- Community Shield: 1

Manchester City: 2024

#### Competizioni internazionali
- UEFA Champions League: 1

Manchester City: 2022-2023
- Supercoppa UEFA: 1

Manchester City: 2023
- Coppa del mondo per club: 1

Manchester City: 2023

### Nazionale
- Torneo di Tolone: 1

Francia 2016